# Daimokutate
Le Daimokutate (題目立) est un spectacle de récitation au sanctuaire Yahashira dans le village de Kami-fukawa, près de la ville de Nara.

## Description
26 jeunes gens, en théorie de 17 ans, récitent de mémoire avec un accent et une intonation particuliers un texte en rapport avec leurs personnages lors de la querelle entre les clans Genji et Heike (XIe et XIIe siècles). La récitation se tient chaque année le soir du 12 octobre et dure environ une heure. Les jeunes hommes sont conduits à une plateforme de bambou temporaire qui tient lieu de scène par des hommes âgés.
Les récitants sont vêtus d’habits de samouraïs et tiennent un arc à la main. Il n’y a pas de jeu scénique ni d’accompagnement musical.
Le Daimokutate était un rite de passage important pour l’intégration des jeunes gens dans le cadre d’un village de montagnes où la solidarité entre villageois permettait de combattre la dureté des conditions de vie. 
Le Daimokutate est aussi un événement qui marque la fin des moissons.

## Histoire
Le Daimokutate de Kamifukawa est le dernier exemple vivant d'une tradition de récitation dans des sanctuaires, par des gens du peuple, attestée pour la première fois dans un document de 1534. On a conservé trois ensembles de récitation, recueillis par le spécialiste du folklore Hosen Jungo entre 1953 et 1955, mais il est probable que le répertoire était bien plus grand.
Seules 22 familles particulières étaient responsables de ce spectacle jusqu’à la fin du XIXe siècle, mais maintenant d'autres familles de fidèles du sanctuaire de Yahashira y participent également.
Le Daimokutate a été inscrit en 2009 sur la Liste représentative du patrimoine culturel immatériel de l’humanité de l'Unesco.